# Engram
Engram, ślad pamięciowy – zmiana pozostawiona w układzie nerwowym przez określone przeżycie lub bodziec, stanowiącą podstawę późniejszego odtwarzania. Ślady pamięciowe pozostawiają zmiany w biochemicznej strukturze pamięci długotrwałej.